# Електричний генератор

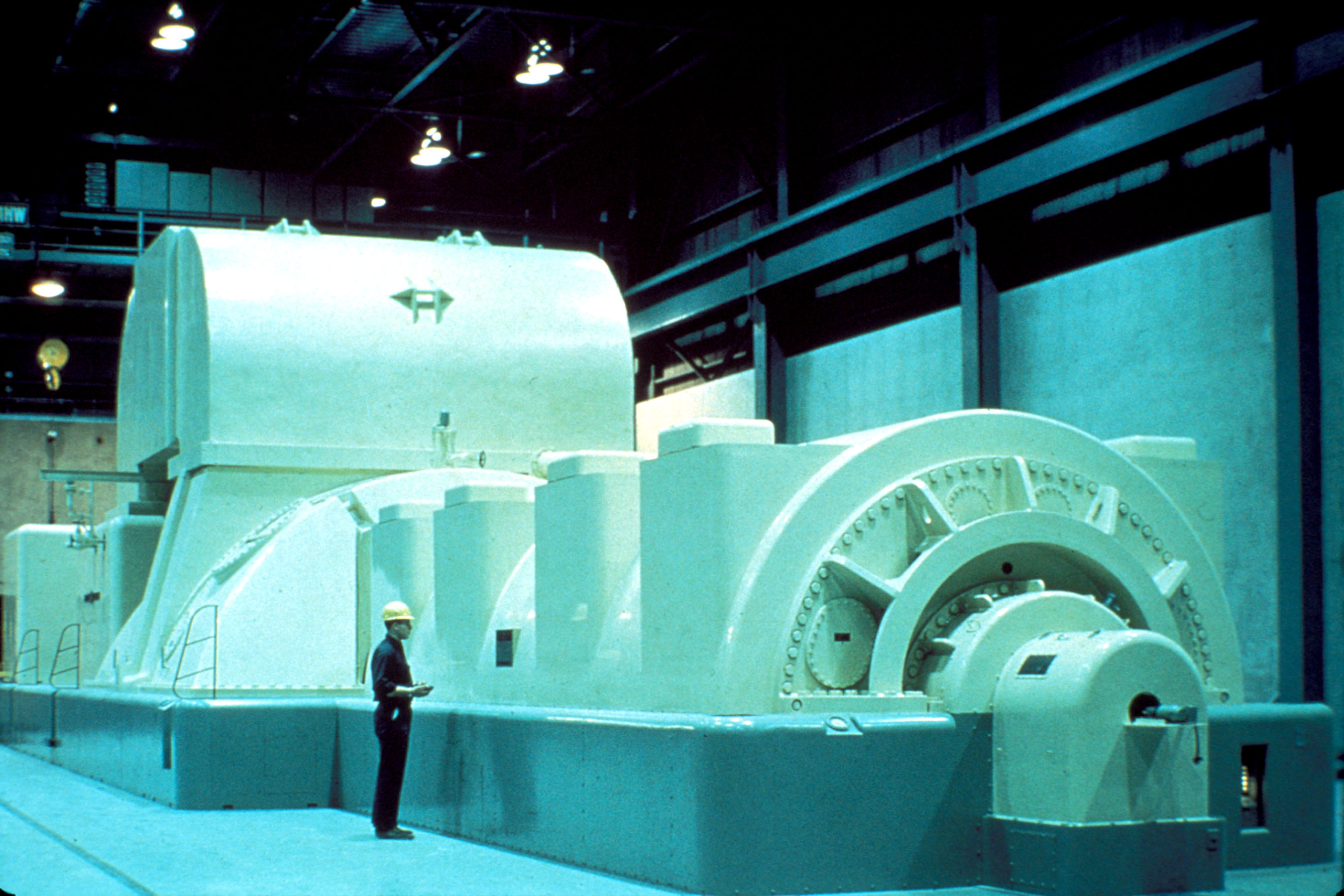
Сучасний паровий генератор

Електричний генератор — пристрій, призначений для перетворення енергії механічного руху на енергію електричного струму, здебільшого з використанням принципу електромагнітної індукції. Електричний генератор є електричною машиною з дією, протилежною роботі електродвигуна. Завдання джерела механічної енергії для генератора, можуть виконувати: парова машина чи парова турбіна, потік води, що обертає колесо, вітер, двигун внутрішнього згоряння або навіть сила людини.

## Історія
До відкриття зв'язку між магнетизмом та електрикою, було винайдено електростатичні генератори. Вони працювали на електростатичних принципах, з використанням рухомих електрично заряджених стрічок, пластин і дисків, що несли заряд до високовольтного електроду. Заряд створювався з застосуванням будь-якого з двох способів: електростатичної індукції або трибоелектричного ефекту. Такі генератори виробляють дуже високу напругу і низький струм. Через їх неефективність та складності ізолювання машин (дуже високі напруги), а також, низьку номінальну потужність, електростатичні генератори ніколи не використовувалися для вироблення доцільно значущих обсягів електроенергії. Їх єдиними діяльними застосуваннями, були перші рентгенівські трубки, а згодом деякі пришвидшувачі атомних частинок.

### Фарадеївськийдисковий генератор
Спосіб роботи електромагнітних генераторів, було виявлено у 1831—1832 роках, Майклом Фарадеєм. Принцип, який згодом назвали законом Фарадея, полягає у тому, що в електричному провіднику, який оточує мінливий магнітний потік, виникає електрорушійна сила.
Він також побудував перший електромагнітний генератор, званий фарадеївським диском; на зразок гомополярного

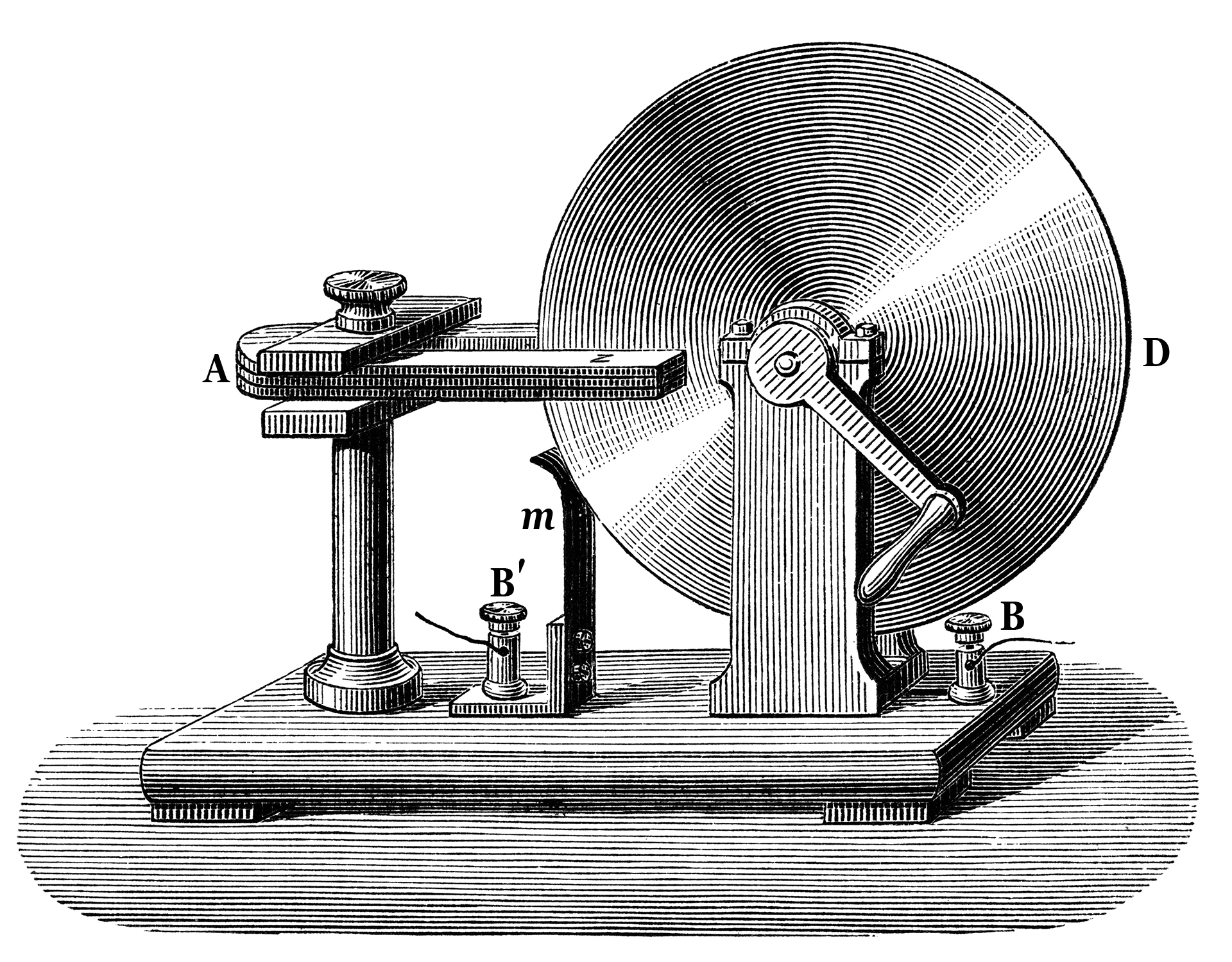
Диск Фарадея був першим електричним генератором. Магніт у формі підкови (А) створював магнітне поле крізь диск (D). Коли диск обертався, це викликало радіальний електричний струм, ззовні від центру до краю. Поточний струм, проходить крізь пружинний контактний ковпачок m по зовнішньому колу і назад у центр диска крізь вісь.

генератора, з використанням мідного диска, що обертається між полюсами підковоподібного магніту. Це забезпечувало невелику напругу постійного струму.
Така будова була не досить плідною через протидію самонавідних струмів у ділянках диска, які не перебували під впливом магнітного поля. Тоді як струм індукувався безпосередньо під магнітом, зворотний струм протікав в ділянках, які були поза впливом магнітного поля. Ця протитечія, обмежувала вихідну потужність на знімних дротах та викликала нагрів мідного диска. У пізніших гомополярних генераторах, цю перешкоду було усунено, використанням декількох магнітів, розташованих навколо периметра диска, щоби підтримувати стійкий вплив поля в одному напрямку потоку.
Іншою вадою було те, що вихідна напруга була дуже низькою через одиничний струм крізь магнітний потік. Дослідники виявили, що використання декількох витків дроту у котушці, може привести до більш високих і більш корисних напруг. Оскільки вихідна напруга пропорційна кількості витків, генератори можуть бути легко спроєктовані для отримання будь-якої бажаної напруги шляхом зміни кількості витків.  Дротяні обмотки стали основною особливістю всіх наступних будов генераторів.

### Єдлик та явище самозбудження
Незалежно від Фарадея, угорець Аньош Єдлик, 1827 року, почав досліджувати електромагнітні обертові пристрої, які він назвав електромагнітними саморегуляторами. У прототипі однополюсного електричного стартера (завершений між 1852 і 1854 роками), обидві — нерухома і обертова частини, були електромагнітними.

## Типи генераторів
Генератори поділяються на генератори змінного струму й генератори постійного струму.
Більшість генераторів використовує механічну енергію обертання. На відміну від них, магнітогідродинамічні генератори використовують пряме розділення зарядів у потоку гарячого газу крізь магнітне поле, тож не мають у своїй будові обертових частин.

## Будова та спосіб дії
Електричний генератор складається з двох основних частин: рухомої — ротора й нерухомої — статора. Одна з цих

Анімація, котра показує спосіб роботи синхронного генератора змінного струму. Кільця на валу передають змінну напругу у зовнішнє коло. Пульсова напруга постійного струму (колектор на кривошипній осі)

частин, індуктор, використовується для створення магнітного поля, на іншій (якорі) намотані обвитки, з яких знімається електричний струм. Для створення магнітного поля застосовуються постійні магніти, або електромагніти. Вироблений великий струм зручніше знімати з нерухомої обвитки, через це в генераторах змінного струму магніти розташовані здебільшого на роторах.
Для усіх електричних генераторів, які використовують електричну індукцію, спосіб перетворення механічної
потужності на електроенергію, однакові. Механічна потужність подається на генератор у вигляді обертання механічного валу. Перетворення засновано на силі Лоренца, котра діє на рухомі електричні заряди у магнітному полі. Якщо провідник рухається поперек (перпендикулярно) до магнітного поля, сила Лоренца впливає на заряди у провіднику у напрямку цього провідника, отже, приводить їх у рух. Цей зсув заряду, викликає різницю потенціалів і створює електричну напругу між кінцями провідника. У суміжній анімації має значення лише зміщення провідника (або двох відповідних секцій котушки) перпендикулярного магнітному полю. Це показується червоною ділянкою. Чим більше змінюється площа за час зміни, тим вище напруга. Для збільшення напруги використовуються кілька провідників, з'єднаних послідовно у вигляді котушки.
Цей спосіб роботи, слід відрізняти від принципу електростатичних генераторів, в яких зсув електричних зарядів відбувається електричним, а не магнітним полем.

## Спеціалізовані види генераторів

### Постійний струм

#### Гомополярний генератор
Гомополярний генератор являє собою електричний генератор постійного струму, що містить електропровідний диск або циліндр, який обертається у площині, перпендикулярній до однорідного статичного магнітного поля. Різниця потенціалів створюється між центром диска та ободом (або кінцями циліндра), електричною полярністю залежно від спрямованості обертання та орієнтації поля.
Він також відомий як однополярний генератор, ациклічний генератор, дискове динамо або диск Фарадея. Напруга зазвичай невелика, порядку декількох вольт у разі невеликих демонстраційних моделей, але великі дослідницькі генератори можуть виробляти сотні вольт, а деякі системи мають кілька генераторів послідовно, задля створення ще більшої напруги. Вони незвичайні у тому, що можуть виробляти величезний електричний струм  — більше ніж на мільйон ампер, завдяки тому що гомополярний генератор може мати дуже низький внутрішній опір.

#### МГД-генератор

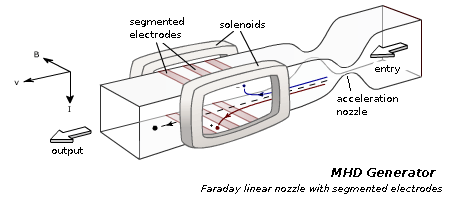

Магнітогідродинамічний генератор витягує електричну енергію безпосередньо, з рухомих гарячих газів крізь магнітне поле, без використання обертових електромагнітних складових. Від самого початку, МГД-генератори були розроблені, через те що плазма на виході МГД-генератора є полум'ям, здатним нагрівати котли парової електростанції. Першим практичним проєктом був AVCO Mk. 25, розроблений 1965 року. Уряд США профінансував істотний розвиток МГД, вершиною якого 1987 року, став показовий агрегат потужністю 25 МВт. У колишньому Радянському Союзі  — з 1972 року до кінця 1980-х років, МГД-установка потужністю 25 МВт, перебувала у постійній роботі в Московській енергосистемі, та була найбільш потужною на той час, у світі. Станом на 2007 рік, МГД-генератори, що працюють у якості оборотного циклу, стали менш ефективними, за розроблені газові турбіни комбінованого циклу.

### Змінний струм

#### Індукційний генератор
Індукційні електродвигуни змінного струму, можуть використовуватися як генератори, шляхом перетворення механічної енергії на електричний струм. В індукційних генераторах ротор механічно обертається швидше, за синхронну швидкість, що дає негативне ковзання. Звичайний асинхронний двигун змінного струму, може використовуватися як генератор без будь-яких внутрішніх удосконалень. Індукційні генератори корисні для таких застосувань, як міні-електростанції, вітряні турбіни або для зменшення потоків газу високого тиску до більш низького тиску, оскільки вони можуть відновлювати енергію за допомогою відносно простих елементів керування. Вони не вимагають схеми збудження, тому що обертове магнітне поле, забезпечується індукцією з кола статора. Вони також, не вимагають регулятора швидкості, оскільки за своєю суттю, працюють на частоті приєднаної мережі.
Для роботи, індукційний генератор повинен бути початково збуджений підвідною напругою; це, здебільшого, здійснюється приєднанням до електромережі, або іноді вони самозбуджуються за допомогою фазових конденсаторів.

#### Лінійний генератор
Лінійний генератор (також званий індукційним або шейкерним генератором) в його простій формі, може бути втілений за допомогою двигуна Стельзера. У цьому разі, на обох боках вільного ходу є котушка, в яку занурено кінець поршня, на котрому розташовано магніт. Частота виробленої змінної напруги, залежить від частоти вільного ходу поршня та змінюється залежно від навантаження.

Двигун Стельзера

Окремим прикладом застосування цього способу, є ліхтарі Schüttel. Струшування, призводить до того, що сильний неодимовий магніт, переміщається крізь котушку. Виробленої напруги, досить для зарядки двошарового конденсатора (від 1 до 2 Фарад та від 3 до 4 вольт), який згодом може живити одну або кілька світлодіодних ламп протягом тривалого періоду часу. Іншим прикладом застосування лінійних генераторів, є накопичувачі, оснащені ним (наприклад, у розмірі AA або AAA), які можуть використовуватися повсюдно для подібних ощадних пристроїв.

## Синхронний генератор
Майже усі сучасні генератори меншої потужності, є трифазними асинхронними машинами, натомість великі генератори (приблизно від 0,1 МВт), та й генератори в автомобілях і на велосипедах, це синхронні електромашини. Лише синхронні генератори, здатні забезпечити не тільки активну, але й реактивну потужність, потрібну для електростанцій.
Див. також Синхронний генератор